# Raymond Kirsch
Raymond Kirsch (Hobscheid, 18 de enero de 1942 - 11 de marzo de 2013) fue un político y economista luxemburgués. Fue presidente del Consejo de Estado de Luxemburgo, cargo que ocupó desde 2000 hasta 2001.
Fue presidente del consejo de administración de la Bolsa de Luxemburgo del 1 de febrero de 2004 el 20 de abril de 2011. También fue director general de la Banque et Caisse d'Épargne de l'État.

## Honores
- Gran Oficial de la Orden de la Corona de Roble (promoción 1988).[4]